# هيو شتراخان
هيو شتراخان وإسمه الكامل السير هيو فرنسيس أنتوني شتراخان (بالإنجليزية: Sir Hew Francis Anthony Strachan)‏ وهو مؤرخ عسكري أسكتلندي بريطاني ولد في يوم 1 سبتمبر 1949 في مدينة أدنبرة في اسكتلندا في المملكة المتحدة وهو مختص بتاريخ الجيش البريطاني في الحرب العالمية الأولى وقد أنتج فلم وثائقي عن تاريخ الحرب العالمية الأولى.